# جون بوالو غرانت
جون بوالو غرانت (بالإنجليزية: John C. Boileau Grant)‏ ـ (1886 ـ 14 أغسطس 1973) هو أستاذ تشريح بريطاني كندي، كان رئيسًا لقسم التشريح بكلية طب جامعة تورنتو بين عامي 1930 و1956. اشتهر غرانت بأطلس التشريح الذي حمل اسمه (أطلس غرانت للتشريح)، والذي يستخدمه طلاب الطب في العالم كله حتى اليوم.
أُطلق اسمه على متحف التشريح بجامعة تورنتو، الذي ظل يعمل أمينًا له حتى بعد تقاعده.